# سودان III
Sudan IIIهو ليزوكروم (صبغة تذوب في الدهون) مركب آزو تُستخدم لتلوين جليسريد ثلاثي في الفروع المجمدة، وبعض البروتينات الملزمة بالدُهنيات والبروتينات الدهنية على أقسام البرافين. تتميز بالمظهر البلوري البُني المحمر والحد الأقصى للامتصاص هو 507 (304) نانومتر.
صُنف كل من Sudan I، Sudan III، و سودان IV مواد مسرطن من النوع الثالث من قبل الوكالة الدولية لبحوث السرطان.

## وصلات خارجية
- Stains File entry